# Telluur-109
Telluur-109 of 109Te is een onstabiele radioactieve isotoop van telluur, een metalloïde. De isotoop komt van nature niet op Aarde voor.
Telluur-109 ontstaat onder meer bij het radioactief verval van xenon-113.

## Radioactief verval
Telluur-109 bezit een korte halveringstijd: 4,6 seconden. Het grootste gedeelte (86,99%) vervalt door β+-verval naar de radio-isotoop antimoon-109:
{\displaystyle {\ce {{^{109}_{52}Te}->{^{109}_{51}Sb}+{e^{+}}+{\nu }_{e}}}}
Voor 9,4% treedt verval op tot de radio-isotoop tin-108:
{\displaystyle {\ce {{^{109}_{52}Te}->{^{108}_{50}Sn}+{p^{+}}+{e^{+}}+{\nu }_{e}}}}
Telluur-109 vervalt voor 3,9% onder uitzending van alfastraling, waarbij de radio-isotoop tin-105 gevormd wordt:
{\displaystyle {\ce {{^{109}_{52}Te}->{^{105}_{50}Sn}+\,_{2}^{4}\alpha }}}
De vervalenergie hiervan bedraagt 3,2256 MeV. Telluur is daarmee het lichtste element waarbij alfaverval wordt vastgesteld. Lichtere element kunnen ook dit type radioactief verval ondergaan, maar dit is eerder uitzonderlijk.
Een zeer klein gedeelte (0,005%) vervalt tot de radio-isotoop indium-105:
{\displaystyle {\ce {{^{109}_{52}Te}->{^{105}_{49}In}+\alpha +{e^{+}}+{\nu }_{e}}}}
105Te · 106Te · 107Te · 108Te · 109Te · 110Te · 111Te · 112Te · 113Te · 114Te · 115Te · 115m1Te · 115m2Te · 116Te · 117Te · 117mTe · 118Te · 119Te · 119mTe · 120Te · 121Te · 121mTe · 122Te · 123Te · 123mTe · 124Te · 125Te · 125mTe · 126Te · 127Te · 127mTe · 128Te · 128mTe · 129Te · 129mTe · 130Te · 130m1Te · 130m2Te · 130m3Te · 131Te · 131mTe · 132Te · 133Te · 133mTe · 134Te · 134mTe · 135Te · 135mTe · 136Te · 137Te · 138Te · 139Te · 140Te · 141Te · 142Te · 143Te